# Goljam Izvor (Chaskovo)
Goljam Izvor (Bulgaars: Голям извор) is een dorp in de Bulgaarse gemeente Stambolovo, oblast Chaskovo. Het dorp ligt hemelsbreed 23 km ten zuidoosten van Chaskovo en 222 km ten zuidoosten van Sofia. 

## Bevolking
Op 31 december 2020 telde het dorp Goljam Izvor 371 inwoners. Het aantal inwoners toont al jaren een dalende trend: in 1985 had het dorp nog 523 inwoners.
| Bevolkingsontwikkeling tussen 1934 en 2020          |
| --------------------------------------------------- |
|                                                     |
| Bron: Nationaal Statistisch Instituut van Bulgarije |

In het dorp wonen grotendeels etnische Roma. In de optionele volkstelling van 2011 identificeerden 308 van de 385 ondervraagden zichzelf als etnische Roma, oftewel 80%. De overige inwoners identificeerden zichzelf vooral als etnische Bulgaren (49 inwoners, oftewel 13%) of Turken (27 personen, oftewel 7%).
| Etnische samenstelling van de respondenten (2011) | Etnische samenstelling van de respondenten (2011) | Etnische samenstelling van de respondenten (2011) | Etnische samenstelling van de respondenten (2011) | Etnische samenstelling van de respondenten (2011) |
| ------------------------------------------------- | ------------------------------------------------- | ------------------------------------------------- | ------------------------------------------------- | ------------------------------------------------- |
|                                                   |                                                   |                                                   |                                                   |                                                   |
| Bulgaren                                          | Bulgaren                                          |                                                   | 12,7%                                             | 12,7%                                             |
| Turken                                            | Turken                                            |                                                   | 7,0%                                              | 7,0%                                              |
| Roma                                              | Roma                                              |                                                   | 80,0%                                             | 80,0%                                             |
| Anders/Onbekend                                   | Anders/Onbekend                                   |                                                   | 0,3%                                              | 0,3%                                              |